# Бичі
Бичі́ (рос. Бичи) — село у складі Комсомольського району Хабаровського краю, Росія. Знаходиться у міжселенній території.

## Населення
Населення — 4 особи (2010; 3 у 2002).
Національний склад (станом на 2002 рік):
- нанайці — 100 %